# 3. østlige længdekreds
Den 3. østlige længdekreds (eller 3 grader østlig længde) er en længdekreds, der ligger 3 grader øst for nulmeridianen. Den løber gennem Ishavet, Atlanterhavet, Europa, Afrika, det Sydlige Ishav og Antarktis.